# Крісто-де-ла-Конкордія
Крісто-де-ла-Конкордія (ісп. Cristo de la Concordia) — одна з найбільших у світі статуй Ісуса Христа, встановлена 1994 року в місті Кочабамба, Болівія.

## Характеристика
Висота статуї 34,2 м, п'єдесталу — 6,24 м, загальна висота становить 40,44 м. Статуя на 2,44 м вища за знамениту статую Христа-Спасителя в «Ріо-де-Жанейро» , що робить її найбільшою статуєю у Південній півкулі, однак за висотою вона поступається польській статуї Царя Всесвіту у Свебодзіні.
Задум всіх трьох скульптур повторюється: Христос, розкинувши руки в сторони, звернений до пастви благословляє поглядом. Композиційно ці статуї нагадують хрест — один з основних символів християнства.
Болівійська статуя встановлена на висоті 256 м над Кочабамбою з абсолютною вистою 2 840 м над рівнем моря. Вага скульптури становить близько 2 200 т. Голова статуї 4,64 м у висоту і вагою 11 850 кг. Розмах рук — 32,87 м. Площа монумента — 2400 кв. м. До оглядового майданчика всередині статуї ведуть 1399 сходинок. Статуя виготовлена зі сталі і бетону . Дістатися до підніжжя «Христа Згоди» можна, піднявшись по канатній дорозі, на таксі, автобусі або по сходах з 2 000 сходинок.